# Château de la Fresnaye
Pour les articles homonymes, voir La Fresnaye.
Le château de La Fresnaye est situé sur la commune de Falaise, dans le département du Calvados. Après avoir fait l'objet d'une inscription le 7 septembre 1945, le château fait l’objet d’un classement au titre des monuments historiques depuis le 5 août 1958.

## Historique
Nicolas Vauquelin des Yveteaux, fils de Jean Vauquelin de La Fresnaye, y est né en 1567.
Sous le Premier Empire, ses propriétaires sont barons propriétaires avec, en dotation, le domaine.
À la fin du XIXe siècle, le château était habité par Charles-Ernest Paulmier, député de la circonscription de Falaise entre 1885 et 1907.